# Festival della canzone estone

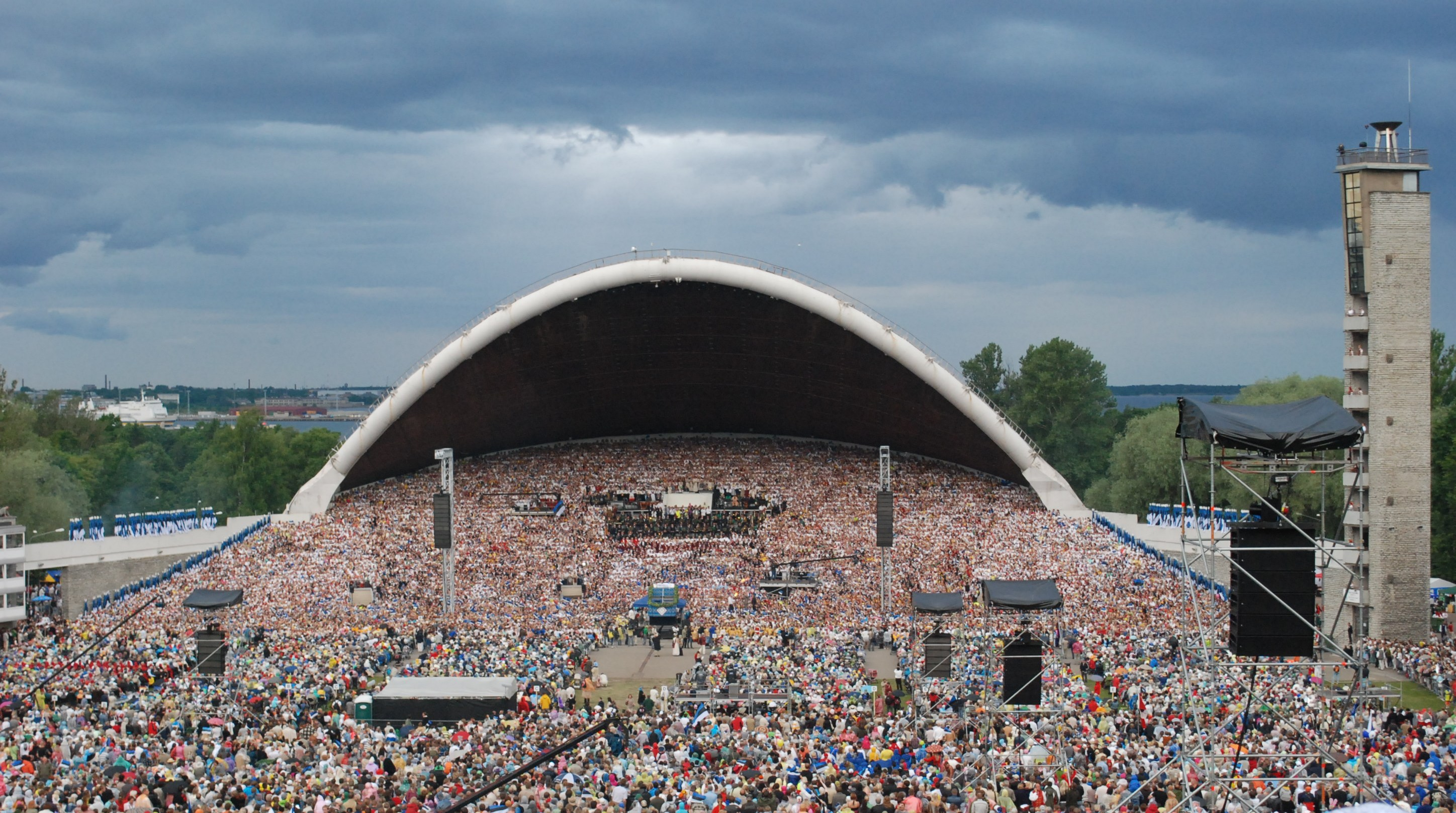
25º Festival della Canzone Estone nel 2009

Il Festival della Canzone Estone, in lingua estone üldlaulupidu, è uno dei più importanti eventi coristici amatoriali del mondo.
Si tiene ogni 5 anni a luglio presso l'Auditorium del Festival della Canzone Estone a Tallinn, in Estonia.
Il Festival della Canzone Estone affonda le sue origini nel risveglio nazionale estone verso la metà del XIX secolo. Nell'estate 1869 il primo festival si svolse a Tartu.
A partire dalla sesta edizione del Festival, nel 1896, la manifestazione si trasferì nella capitale estone, Tallinn.
Dal 1947, con l'occupazione, le autorità sovietiche obbligarono l'organizzazione ad introdurre canzoni in lingua straniera nella competizione.
Nel 1989 partirono da qui le prime manifestazioni pacifiche della Rivoluzione cantata, contro l'occupazione straniera sovietica.
La ventiseiesima edizione del festival si è tenuta a Tallinn il 5 e 6 luglio 2014.